# All the Madmen
Pistes de The Man Who Sold the World
The Width of a Circle
(1) Black Country Rock
(3)
All the Madmen est une chanson composée par David Bowie et parue en 1970 sur le troisième album du chanteur, intitulé The Man Who Sold the World. Largement inspiré par l'état de santé du demi-frère de l'auteur, son thème principal est l'aliénation mentale.

## Inspiration
Comme ceux d'une grande partie de l'album et de façon plus évidente ici, la folie est le thème dominant du texte de ce morceau, clairement inspiré par l'état de santé du demi-frère de Bowie, Terry Burns. Celui-ci, schizophrène, a été interné à l'hôpital psychiatrique de Cane Hill (en) — la bâtisse qui orne l'arrière-plan de la version américaine de la pochette de l'album — avant de venir brièvement vivre avec lui à Haddon Hall. 
Outre Terry, trois tantes maternelles de Bowie souffrent de problèmes psychiques : l'une est morte internée à l'âge de 20 ans, une autre a été lobotomisée pour tenter de traiter une psychose maniaco-dépressive, la troisième souffrait de schizophrénie. Son ami d'enfance George Underwood a lui aussi été soigné cinq ans plus tôt dans cet établissement et lui a raconté ses souvenirs.
Dans une interview de 1971, Bowie indique :
« The guy in that story has been placed in a mental institution and there are a number of people in that institution being released each week that are his friends. Now they’ve said that he can leave as well. But he wants to stay there, ’cause he gets a lot more enjoyment out of staying there with the people he considers sane. He doesn’t want to go through the psychic compromises imposed on him by the outer world. [Pauses] Ah, it’s my brother. ’Cause that’s where he’s at. »
« Le gars dans cette histoire a été placé dans un hôpital psychiatrique et plusieurs des patients de cette institution qui sont libérés chaque semaine sont ses amis. Alors, on lui dit qu'il peut sortir lui aussi. Mais il veut rester là, parce qu'il tire plus de plaisir à rester là avec ces gens qu'il considère sains d'esprit. Il ne veut pas des compromis psychiques que lui impose le monde extérieur. [Pause]. Ah, c'est mon frère. Parce que c'est là qu'il est. »

## Paroles
La chanson inaugure un thème récurrent dans l’œuvre de Bowie : l'aliénation mentale, décrite à la fois comme « la pire des étreintes ou un ultime refuge ». Les mansions cold and grey (maisons grises et froides) font directement référence à l'hôpital psychiatrique de Terry. Les traitements par électrochoc, le Librium, la lobotomie sont mentionnés. Aux madmen, les aliénés, l'auteur oppose les sad men, les tristes sires qui errent en liberté (roaming free) ; il conclut que la compagnie des premiers est préférable, et qu'ils sont en aussi bonne santé que lui (just as sane as me).
Le refrain se réfère à Sur la route, de Jack Kerouac, un ouvrage que justement Terry lui a fait connaître.
Le texte s'achève sur une rengaine en mauvais français, « zane-zane-zane, ouvrez le chien ». Il s'agit d'une référence au film surréaliste de Luis Buñuel Un chien andalou, et Bowie invoque en 2014 une relation entre ce film et les visions qu'avaient alors Terry.
Au delà de l'indignation qu'il éprouve devant l'exclusion sociale que vivent les malades mentaux, Bowie exprime dans ces paroles une profession de foi pour la créativité débridée que l'aliénation engendre

## Arrangements
Le morceau s'ouvre sur la guitare acoustique douze-cordes, bientôt rejointe par la voix du chanteur. Au deuxième couplet entrent en scène les cymbales de Woodmansey et un duo de flûtes à bec — allusion à Béla Bartók selon Tony Visconti —, créant une atmosphère que le biographe de Bowie David Buckley qualifie de « démence enfantine ». Puis sur le refrain la batterie, les accords distordus de la guitare de Mick Ronson et la partition de synthétiseur Moog tenu par Ralph Mace déplacent le ton vers un rock lourd. Une partie instrumentale qui reprend le motif rythmique du boléro de Maurice Ravel est constituée d'un solo de Ronson entrecoupé d'un passage de riffs lourds. Vers le milieu du morceau, les instruments se taisent un instant, laissant Bowie déclamer un passage parlé, sur fond de Moog seul.  
Certains ont pointé l'opposition entre les sonorités de la flûte, jugées « médiévales », et celles du Moog, « futuristes ». En production, la voix de Bowie est doublée par la technique du pitch shift, un procédé auquel il avait déjà eu recours, dans un but comique, sur The Laughing Gnome, une de ses premières compositions (1967).

## Sortie
Le morceau est enregistré par David Bowie & The Hype (le nom qu'il a donné à sa formation d'alors) le 17 avril 1970 aux studios Trident à Soho, puis le lendemain aux studios Advision Sound toujours à Londres. Le 4 novembre de la même année il sort sur l'album The Man Who Sold the World en Amérique du Nord chez Mercury Records. Le 1er décembre, Mercury diffuse un single promotionnel avec une version la chanson réduite à 3:14 gravée en mono sur une face et en stéréo au verso (il subsiste quelques exemplaires d'une première variante, abandonnée avant publication, avec Janine en face B) : il prépare sa tournée américaine de début 1971.
RCA Records diffuse en juin 1973 un single en Europe de l'Est avec Soul Love en face B.

### Autres versions
All the Madmen a été enregistré lors d'une soirée à Los Angeles au début de 1971, seul témoignage live de l'époque. On peut l'entendre sur la bande son d'un documentaire de 2004 sur la vie du DJ Rodney Bingenheimer, Mayor of  Sunset Strip. 
Ce n'est que lors de sa tournée Glass Spider en 1987 que Bowie rechantera le morceau en concert. 

## Équipe

### Interprètes
- David Bowie : chant, guitare, stylophone, harmonica
- Mick Ronson : guitare électrique, chœurs, flûte à bec,
- Tony Visconti : basse, flûte à bec, chœurs
- Mick Woodmansey : batterie
- Ralph Mace : synthétiseur Moog[17]

### Production
- Tony Visconti : production
- Ken Scott : ingénieur du son aux studios Trident
- Gerald Chevin : ingénieur du son aux studios Advision